# Cattaraugus (Nowy Jork)
Cattaraugus – wieś w Stanach Zjednoczonych, w stanie Nowy Jork, w hrabstwie Cattaraugus.